# Salomé
Salomé er en amerikansk stumfilm fra 1922 af Alla Nazimova and Charles Bryant.

## Medvirkende
- Alla Nazimova som Salomé
- Mitchell Lewis som Herod Antipas
- Rose Dione som Herodias
- Earl Schenck som Narraboth
- Arthur Jasmine
- Nigel De Brulier som Jokanaan